# 由利組合総合病院
由利組合総合病院（ゆりくみあいそうごうびょういん）は、秋田県由利本荘市川口にある秋田県厚生農業協同組合連合会（JA秋田厚生連）が設置する病院である。

## 概要
本荘市街地の北、国道105号沿いにある由利本荘市およびにかほ市（旧由利郡のほぼ全域）を医療圏とする救急告示病院である。

## 沿革
昭和初期に世界恐慌や凶作が続き、困窮していた農民が互いに出資金を積み立て、病院を開院したのが始まりである。

### 年表
- 1933年（昭和8年）8月 - 由利医療購買利用組合が開院する。
- 1948年（昭和23年）8月 - 秋田県厚生農業協同組合連合会（JA秋田厚生連）に移管する。
- 1957年（昭和32年）
  - 9月 - 結核病棟の一部を改造し、精神科病棟を開設する。
  - 11月 - 総合病院となり、由利組合総合病院に改称する。
- 1966年（昭和41年）3月 - 精神科病棟が完成、リハビリテーション科を開設する。
- 1977年（昭和52年）2月 - へき地中核病院に指定される。
- 1981年（昭和56年）2月 - 厚生省臨床研修病院に指定される。
- 1994年（平成6年）11月12日 - 移転新築工事が完了し、全病床数750床で新たに開院し、この日を開設日とする。救急告示病院指定[1]。へき地医療拠点病院指定[1]。臨床研修指定病院[1]。
- 1996年（平成8年）12月25日 - 災害拠点病院に指定される[1]。
- 1999年（平成11年）4月 - 感染症病床数を4床に減床、二種感染症指定医療機関になる。
- 2000年（平成12年）6月 - 精神科救急地域拠点病院になる。
- 2007年（平成19年）1月 - がん診療連携拠点病院に指定される。
- 2008年（平成20年）1月 - 精神科救急地域拠点病院の指定を解除される。
- 2011年（平成23年）9月 - 病床数が626床（一般病床622、感染病床4床）になる。
- 2015年（平成27年）4月1日 - 地域がん診療病院指定[1]。

## 医療機関の指定等
- 救急告示病院[1]
- 訪問看護ステーション
- エイズ地域診療病院
- 災害拠点病院[1]
- 日本医療機能評価機構認定病院
- 第二種感染症指定医療機関
- 指定居宅介護支援事業所
- 病院群輪番制病院
- へき地医療拠点病院[1]
- 臨床研修指定病院[1]
- 地域がん診療連携拠点病院[1]

## 認定病床数
- 許可病床数 626床
- 一般病床数 622床
- 感染症病床数 4床

## 診療科等
- 内科
- 精神科
- 神経内科
- 呼吸器科
- 消化器科
- 循環器科
- 小児科
- 外科

- 小児外科
- 整形外科
- 脳神経外科
- 呼吸器外科
- 心臓血管外科
- 皮膚科
- 泌尿器科

- 産婦人科
- 眼科
- 耳鼻咽喉科
- リハビリテーション科
- 放射線科
- 麻酔科
- 歯科口腔外科

## 院内の施設
- 理容室
- 売店（ローソン由利組合総合病院店）
- レストランサンサーラ
- 秋田県厚生連労組由利支部
- 院内学級
  - 秋田県立ゆり支援学校が設置している。

## 交通アクセス
鉄道
- JR羽越本線・由利高原鉄道鳥海山ろく線 羽後本荘駅下車、羽後本荘バスターミナルから路線バス7分。

路線バス（羽後交通）
- 組合病院前バス停、徒歩0分

車
- 日本海東北自動車道 大内ICから国道105号経由、約5分

駐車場（無料）
- 一般：681台